# Kevin Christy
Kevin Christy (* 31. Januar 1977 in La Crescenta, Kalifornien) ist ein US-amerikanischer Schauspieler, Komiker und Grafiker.

## Leben
Christy studierte am Art Center College of Design in Pasadena. Während seines Studiums nahm er zunächst eher widerwillig erste Rollen als Schauspieler in Werbespots an, um seine Ausgaben für das Studium zu finanzieren.
Von 2000 bis 2001 stellte er in der Science-Fiction-Serie Seven Days – Das Tor zur Zeit den jungen Wissenschaftler Andrew „Hooter“ Owsley dar. Danach folgten zahlreiche Gastauftritte in Fernsehserien wie Knight Rider, Mad Men, How I Met Your Mother, Bones – Die Knochenjägerin, Saving Grace, Grey’s Anatomy, Dr. House und 2 Broke Girls. Seit dem Jahr 2013 war er in der Fernsehserie Masters of Sex als schüchterner Filmtechniker Lester Linden zu sehen.
Neben der Schauspielerei ist Christy weiterhin künstlerisch tätig. So malt er Porträts für The Atlantic, entwirft Grafiken für Skateboards von Toy Machine und präsentiert seine Kunst landesweit in Ausstellungen.

## Filmografie (Auswahl)
- 2000: Ey Mann, wo is’ mein Auto? (Dude, Where’s My Car?)
- 2000–2001: Seven Days – Das Tor zur Zeit (Seven Days, Fernsehserie, 16 Episoden)
- 2001: New Port South
- 2001: American Campus – Reif für die Uni? (Undeclared, Fernsehserie, 2 Episoden)
- 2003: Neverland
- 2003: Love Don’t Cost a Thing
- 2004: EMR
- 2004: Good Girls Don’t... (Fernsehserie, 8 Episoden)
- 2006: Es lebe Hollywood (For Your Consideration)
- 2007: Dash 4 Cash (Fernsehfilm)
- 2008: Knight Rider (Fernsehserie, 1 Episode)
- 2008: Quarterlife (Fernsehserie, 5 Episoden)
- 2008: Mad Men (Fernsehserie, 1 Episode)
- 2008: How I Met Your Mother (Fernsehserie, 1 Episode)
- 2009: Die Jagd zum magischen Berg (Race to Witch Mountain)
- 2009: Bones – Die Knochenjägerin (Bones, Fernsehserie, 1 Episode)
- 2010: Saving Grace (Fernsehserie, 1 Episode)
- 2011: Grey’s Anatomy (Fernsehserie, 1 Episode)
- 2011: Tilt-A-World (Fernsehserie, 6 Episoden)
- 2012: Alex und Whitney – Sex ohne Ehe (Whitney, Fernsehserie, 2 Episoden)
- 2012: Navy CIS (NCIS, Fernsehserie, 1 Episode)
- 2012: Dr. House (House, M.D., Fernsehserie, 1 Episode)
- 2012: Vanessa & Jan (Fernsehserie, 3 Episoden)
- 2012–2013: The New Normal (Fernsehserie, 3 Episoden)
- 2013: 2 Broke Girls (Fernsehserie, 1 Episode)
- 2013–2016: Masters of Sex (Fernsehserie, 26 Episoden)
- 2016: Your Pretty Face Is Going to Hell (Fernsehserie, 1 Episode)
- 2016: Castle (Fernsehserie, 1 Episode)
- 2016–2017: 24: Legacy (Fernsehserie, 6 Episoden)
- 2017: Lucifer (Fernsehserie, 1 Episode)
- 2018: The Fosters (Fernsehserie, 1 Episode)
- 2019: Atlanta Medical (The Resident, Fernsehserie, 1 Episode)
- 2019: Project Blue Book (Fernsehserie, 1 Episode)
- 2020: 68 Whiskey (Fernsehserie, 1 Episode)
- 2021: S.W.A.T. (Fernsehserie, 1 Episode)